# Залъу
Залъу (на румънски: Zalău; на унгарски: Zilah, Зилах на немски: Zillenmarkt, Циленмаркт) е град в Румъния. Намира се в северозападната част на страната, в историчесаката област Трансилвания. Залъу е административен център на окръг Сълаж.
Площта на Залъу е 90 км2. Според последното преброяване на населението (2002 г.) градът има население от 71 326 души.

## Природни особености
Град Залъу се намира в най-северозападните части на историческата област Трансилвания, на границата със съседните области Кришана и Марамуреш. Градът е в северната част на Западнорумънските планини (планината Бихор). На североизток от Залъу се намира долината на река Самош. Градът е създаден като станция на пътя между Трансилвания и североизточна Панония.

## Население
Днес голямата част от населението на Залъу представляват румънците, като въпреки това градът запазва многонационалната си структура, която е била особена за него векове наред. През 20 век унгарците от мнозинство стават малцинство. Според последното преброяване на население през 2002 г. структурата на населението е:
- Румънци – 80,9%
- Унгарци – 17,5%
- Цигани – 1,4%

## Личности
Родени
- Дорин Гога (р. 1984), румънски футболист

Свързани с града
- Ендре Ади (1877-1919), унгарски поет, живял в града
- Миклош Вешелени (1796-1850), унгарски политик, живял в града
- Юлиу Маниу (1873-1953), румънски политик, живял в града

## Побратимени градове
|  | Държава  |  | Град      |
|  | -------- |  | --------- |
|  | Унгария  |  | Дюла      |
|  | Унгария  |  | Сентендре |
|  | Норвегия |  | Хегебуста |
|  | Норвегия |  | Квинесдал |
|  | Италия   |  | Имола     |
|  | Румъния  |  | Бая Маре  |